# Микота, Мария Макарьевна
Мария Макарьевна Микота (1924, Костополь — 26 октября 1944, Каменка, Хмельницкая область) — разведчица НКВД-НКГБ СССР во время Великой Отечественной войны, член партизанского отряда «Победители». Вместе со своей двоюродной сестрой Лидией Лисовской они были известны как помощницы советского разведчика Николая Кузнецова. В документах НКВД фигурировала как агент «Майя» и «17». Участвовала в ряде операций Кузнецова, в том числе заполучила сведения о готовящейся операции по покушению на лидеров стран-участниц Тегеранской конференции. Убита при невыясненных обстоятельствах в 1944 году.

## Начало разведдеятельности
Мария Макарьевна Микота родилась в 1924 году в городе Костополь, входившего в состав Волынского воеводства (ныне Ровненская область Украины). Войну застала в Костополе, в 1941 году чуть не была угнана на принудительные работы в Германию из-за того, что один из полицаев безуспешно добивался любви от Майи. Майю спасла двоюродная сестра Лидия Лисовская, официантка в ресторане «Дойчегофф», которая сняла Марию с поезда в Ровно. С 1942 года Мария работала буфетчицей в вагоне-ресторане поезда Харьков—Берлин, однако после того, как её изнасиловали, ушла работать в ровненское кафе «Дойчехауз». По некоторым данным, вербовалась польской и немецкой разведками (оперативные псевдонимы «17» и «Маленькая Майя»). Сотрудничество с советской разведкой Мария начала по настоянию Лидии, которая познакомила её с обер-лейтенантом Паулем Зибертом (он же агент 4-го управления НКГБ СССР Николай Кузнецов).
В то же время Марию и Лидию попытались завербовать в СД, чтобы информировать службу безопасности о настроениях и разговорах в офицерской и чиновничьей среде. Партизаны убедили девушек принять предложение, чтобы получать оттуда ценную информацию. Таким образом, по просьбе партизан Мария и Лидия стали сотрудниками СД. Считается, что Мария организовала бордель для немецких офицеров в своей квартире в доме 15 по улице Легионов, где вместе с сестрой обслуживала офицеров, получая от них важную информацию о немецких войсках на Восточном фронте и разведывательных операциях. Всю информацию Микота передавала партизанам, предупреждая их о грядущих карательных рейдах.

## Связь с фон Ортелем
Одним из важных для Марии знакомств стала встреча с штурмбаннфюрером СС Ульрихом фон Ортелем, одним из подчинённых Отто Скорцени. Мария познакомила Ортеля с Зибертом на квартире доктора Поспеловского. Во время личных бесед Ортель нередко выпивал и начинал хвастаться своими подвигами: так, во время одной из бесед он проговорился, что завербовал двух сотрудников НКВД, работавших в Ровно в предвоенные годы. Эти агенты якобы прошли обучение в ровенской школе под вывеской частной зуболечебницы и были направлены в Москву для ликвидации попавших в плен под Сталинградом двух высокопоставленных генералов, вступивших в антифашистский Союз немецких офицеров — речь шла о бывшем командире 51-го немецкого армейского корпуса Вальтере фон Зейдлице и бывшем командире 376-й пехотной дивизии Александре Эдлере фон Даниэльсе. Микота довела информацию о предполагаемой диверсии до Лисовской, а та сообщила Кузнецову, вследствие чего агентов удалось арестовать и предотвратить гибель генералов.
Осенью 1943 года Мария Микота была взята Лидией Лисовской в качестве помощницы на работу в дом командующего 740-го соединения «восточных батальонов» генерал-майора Макса Ильгена: 15 ноября на основе информации, предоставленной Лидией, генерал был схвачен группой из 4 человек во главе с Кузнецовым. Согласно Дмитрию Медведеву, осенью того же года в одной из бесед с Зибертом Ортель предложил тому принять участие в операции абвера в Иране, где должна была пройти Тегеранская конференция с участием лидером СССР, США и Великобритании: абвер намеревался уничтожить лидеров стран-союзников, и Ортель пообещал Зиберту крупное материальное вознаграждение в обмен на участие в операции. По мнению А. С. Терещенко, состоявшая в отношениях с Ортелем «Майя» также узнала незадолго до операции о его намерениях лететь в Иран , а Ортель даже шутки ради предложил привезти Микоте настоящий персидский ковёр (по версии Д. Н. Медведева, об этом Ортель сообщил не Марии, а Лидии, причём это случилось за трое суток до захвата Ильгена). На основании сообщений Микоты и Кузнецова советским спецслужбам удалось сорвать операцию абвера в Тегеране, но сам Ортель схвачен не был: он подстроил своё самоубийство, чтобы замести следы исчезновения, о чём вечером 15 ноября сообщил Зиберту гестаповец Макс Ясковец.

## Гибель
После освобождения Ровенской области и последующего расформирования отряда «Победители» и Лидию Лисовскую, и Марию Микоту в канун Нового 1944 года представили к орденам Отечественной войны I степени за разведывательную деятельность в тылу врага (по некоторым данным, Микота была награждена 23 декабря 1943 года). 26 октября 1944 года Лидия Лисовская и Мария Микота отправились на вручение орденов в Киев: их автомобиль, шеститонная зелёная военная машина («Студебеккер» с брезентовым тентом), остановился около 19 часов вечера на шоссе Острог-Шумск в селе Каменка (Изяславский район Хмельницкой области). Марию и Лидию сопровождали четверо мужчин в советской военной форме. Девушки ехали на вручение орденов Отечественной войны, причём у Лисовской было удостоверение УНКГБ СССР по Львовской области. Позже выяснилось, что девушкам заказали билеты на поезд, которыми они почему-то не воспользовались. Микота сошла первой с машины, а когда Лисовская хотела подать ей чемодан, то прогремели три выстрела, причём, по словам свидетелей, Мария разговаривала с одним из офицеров, а перед выстрелами раздался крик «Не стреляй!». Микота погибла сразу: её тело осталось лежать на трассе Острог-Шумск. Лисовская была ранена первым выстрелом и затем добита, когда автомобиль был у хутора Мазярка (Изяславский район Хмельницкой области).
Автомобиль, в котором ехали обе девушки, после стрельбы рванул в сторону Шумска, проигнорировав требования бойцов КПП, проломил шлагбаум и скрылся в направлении города Кременец. Расследование контролировал начальник 4-го управления НКГБ СССР Павел Судоплатов, однако установить обстоятельства гибели не удалось. Среди версий причастных к убийству лиц фигурировали агенты гестапо, боевики польских националистических организаций и даже украинские националисты; сторонники теорий заговора утверждают о причастности НКВД к убийству Микоты и Лисовской, поскольку те якобы были завербованы польской разведкой, лояльной польскому правительству в Лондоне.
Тела Марии и Лидии с колотыми и пулевыми ранениями были обнаружены местными жителями на следующее утро. Обе девушки были похоронены в селе Кунев Изяславского района Хмельницкой области. На общей для них могиле был установлен памятник. Орденами Отечественной войны Лисовская и Микота были награждены посмертно.

## Комментарии
1. ↑  В. Н. Мамяченков приводит показания свидетелей[13]: 

Раздался крик „Не стреляй!“. Но прогремели три выстрела. Офицер быстро вскочил в кабину, бросив перед тем в кузов чемодан, и машина на большой скорости ушла в сторону Шумска. Когда мы подбежали к лежавшей на дороге женщине, она уже была мертва [...] А та, что подала чемодан, осталась в машине. Потом и ее застрелили на машине и кровь капала аж до Мозярки.